# Kanton Bodenfelde
Der Kanton Bodenfelde bestand von 1807 bis 1813 im Distrikt Göttingen (Departement der Leine, Königreich Westphalen) und wurde durch das Königliche Decret vom 24. Dezember 1807 gebildet. Der Kanton war von den Umstruktierungen des Distrikts vom 16. Juni 1809 betroffen. Wahmbeck und Würgassen wechselten in den Kanton Nienover während Sohlingen aus dem Kanton Nienover und Fürstenhagen aus dem Kanton Blume neu hinzukamen.

## Gemeinden

### 1807–1809
- Bodenfelde (Flecken)
- Arenborn
- Heisebeck
- Lippoldsberg
- Oedelsheim
- Vernawahlshausen
- Wahmbeck
- Würgassen

### 1809–1813
- Bodenfelde (Flecken)
- Arenborn
- Fürstenhagen mit der Domäne Bursfelde
- Heisebeck
- Lippoldsberg
- Oedelsheim
- Vernawahlshausen